# Radkiejmy
Radkiejmy (niem. Radtkehmen, 1938–1945 Wittrade) – osada w Polsce położona w województwie warmińsko-mazurskim, w powiecie gołdapskim, w gminie Banie Mazurskie.
W latach 1975–1998 miejscowość administracyjnie należała do województwa suwalskiego.